# San (personnage)
Pour les articles homonymes, voir San.
 (avril 2017).
Si vous disposez d'ouvrages ou d'articles de référence ou si vous connaissez des sites web de qualité traitant du thème abordé ici, merci de compléter l'article en donnant les références utiles à sa vérifiabilité et en les liant à la section « Notes et références ».
San (サン, San), surnommée la princesse Mononoké (もののけ姫, Mononoke-hime), est un personnage de fiction du film d'animation japonais Princesse Mononoké réalisé par Hayao Miyazaki.

## Création et conception

### Première idée
La création du personnage de San s’est faite vers la fin des années 1970, bien avant le film Princesse Mononoké sorti en 1997. Hayao Miyazaki avait pour objectif un projet basé sur les contes et légendes traditionnels du Japon tout en faisant référence au conte de fée de La Belle et la Bête avec une princesse vivant dans une forêt accompagnée d’une bête sauvage.
Ici, le personnage de San est une jeune fille brune et la bête sauvage est un énorme chat ressemblant à Totoro. Le personnage de San est la fille d’un samouraï et la moins aimée de sa mère. Son père, ayant offensé la bête sauvage, doit livrer de force en mariage sa fille. Afin de la protéger, il vend son âme à un esprit en échange de pouvoirs surnaturels, mais toujours sous le contrôle de l’esprit, il se voit donner sa fille à la bête sauvage. Le personnage de San finit peu à peu par mieux connaître la bête sauvage et à l’aimer.
L’histoire étant trop dramatique, son adaptation à la télévision a été refusée mais a été néanmoins éditée dans un livre en 1983 puis réédité en 1993 par Tokuma Shoten.

### Entre-temps
En 1988, Miyazaki sort son film Mon voisin Totoro qui inclut comme personnage principal Totoro. Puis en 1991 sort le film La Belle et la Bête des studios Disney basé sur le conte de fée du même nom.

### Reprise du projet
Lorsque Miyazaki décide de reprendre le projet au début des années 1990, il se retrouve obligé de changer tout le scénario pour deux raisons. D’abord, parce que le personnage que Miyazaki avait en tête pour la bête sauvage (Totoro) a été utilisé dans son précédent film Mon voisin Totoro et ensuite parce que Disney a sorti le film La Belle et la Bête. Miyazaki doit donc renouveler tout le contenu de son film, y compris pour les personnages.
Un croquis préliminaire représente le personnage de San avec une coiffure mis-longue au niveau des épaules et un bandeau sur le front.

## Histoire
San est née au temps où se déroule l’histoire, pendant l’époque de Muromachi du Japon médiéval, entre le XIVe et le XVIe siècle. Lors d’une attaque de son village par des loups, ses parents l’ont abandonnée face aux loups la laissant ainsi alors qu’elle n’était encore qu’un bébé. Ses parents ont ainsi pu prendre la fuite espérant qu’elle allait se faire dévorer. Mais Moro, divinité et chef du clan des loups, en a décidé autrement en recueillant le bébé et en l’élevant comme sa fille. San apparaît ainsi la première fois vers l’âge de 15 ans accompagnée de Moro, sa mère adoptive, et de ses deux frères loup.
La forêt étant peuplée d’animaux gigantesques anthropomorphes ainsi que du dieu cerf, dame Eboshi et ses troupes continuent de dévaster la forêt et d’anéantir tous les animaux afin de rendre la forêt calme et paisible, peuplée de simples animaux. Mais San n’a de cesse que de vouloir protéger les animaux et la forêt, et pour cela tente à maintes reprises de tuer dame Eboshi. Celle-ci en fait de même en essayant de tuer à maintes reprises la Princesse Mononoké, telle qu’a été surnommée San par les humains à cause de son alliance avec les loups.
Elle fait la rencontre par la suite d'Ashitaka, un jeune voyageur souhaitant rencontrer le dieu cerf pour qu’il puisse lever la malédiction qui lui ronge le bras et espère que la princesse Mononoké va l’aider dans sa quête. Mais celle-ci, qui dit haïr les humains plus que tout, va petit à petit tomber amoureuse du voyageur. Elle le sauve d'abord de la tribu des shōjō (sorte de yōkai simiesque) qui veulent le récupérer pour le manger (croyant de cette façon obtenir le pouvoir des humains), puis fait en sorte que le dieu cerf vienne pour que celui-ci soigne sa blessure causée non intentionnellement par une femme avec son arquebuse alors qu’il voulait sauver la princesse dans le village des forges.
Lorsque les sangliers menés par Okkoto décident d’affronter les humains, San, accompagné d’un de ses frères, décide de venir en aide aux sangliers, étant ralliée à leurs convictions de vouloir sauver la forêt en menant un combat jusqu’à la mort. Okkoto grièvement blessé, elle fait tout pour le sauver mais il se retrouve rongé par le même démon qui a tué Nago auparavant. San se retrouve prisonnière engluée parmi les démons qui rongent Okkoto mais est sauvée par sa propre mère, Moro, avant que celle-ci ne meure.
Le dieu cerf ayant été décapité par dame Eboshi, elle tente avec Ashitaka de lui rendre sa tête afin de le sauver et de le calmer. Le dieu cerf n’ayant pas survécu et ne pouvant pas pardonner toutes les mauvaises actions des humains, San part continuer à vivre dans la forêt avec ses deux frères tandis qu’Ashitaka reste au village des forges, mais accepte néanmoins de continuer à le voir.

## Apparition dans les autres médias et produits dérivés
En plus du film d’animation Princesse Mononoké de 1997, San apparaît dans l’anime comics du même nom, sorti en 1997 au format tankōbon puis en 2002 au format kanzenban chez Tokuma Shoten ainsi qu’en 2000 en version française chez Glénat. Elle apparaît également dans un artbook sorti en 1997 chez Tokuma Shoten et en 2000 chez Dreamland.
Une pièce de théâtre montée par la troupe Whole Hog Theatre en coopération avec le studio Ghibli est sortie en 2013 au New Diorama Theatre de Londres.
Le personnage de San, tout comme le film, fait l’objet de produits dérivés. Des figurines à son effigie ainsi qu’à d’autres personnages sont sorties chez Cominica en 1997.

#### Anime comicsjaponais (tankōbon)
- (ja) Hayao Miyazaki, もののけ姫, t. 1, Tokyo, Tokuma Shoten,‎ 1997, couverture couleur, broché (ISBN 4-19-770052-0, OCLC 690774490)
- (ja) Hayao Miyazaki, もののけ姫, t. 2, Tokyo, Tokuma Shoten,‎ 1997, couverture couleur, broché (ISBN 4-19-770053-9, OCLC 690774435)
- (ja) Hayao Miyazaki, もののけ姫, t. 3, Tokyo, Tokuma Shoten,‎ 1997, couverture couleur, broché (ISBN 4-19-770054-7, OCLC 690774347)
- (ja) Hayao Miyazaki, もののけ姫, t. 4, Tokyo, Tokuma Shoten,‎ 1997, couverture couleur, broché (ISBN 4-19-770055-5, OCLC 690774234)

#### Anime comicsjaponais (kanzenban)
- (ja) Hayao Miyazaki, もののけ姫, t. 1, Tokyo, Tokuma Shoten,‎ 1er juin 2000 (1re éd. 1997), 169 p., couverture couleur, broché (ISBN 4-19-770069-5, OCLC 166448685, présentation en ligne)
- (ja) Hayao Miyazaki, もののけ姫, t. 2, Tokyo, Tokuma Shoten,‎ 1er juin 2000 (1re éd. 1997), 169 p., couverture couleur, broché (ISBN 4-19-770073-3, OCLC 166451356, présentation en ligne)
- (ja) Hayao Miyazaki, もののけ姫, t. 3, Tokyo, Tokuma Shoten,‎ 1er juin 2000 (1re éd. 1997), 169 p., couverture couleur, broché (ISBN 4-19-770074-1, OCLC 166451357, présentation en ligne)
- (ja) Hayao Miyazaki, もののけ姫, t. 4, Tokyo, Tokuma Shoten,‎ 1er juin 2000 (1re éd. 1997), 169 p., couverture couleur, broché (ISBN 4-19-770075-X, présentation en ligne)
- (ja) Hayao Miyazaki, もののけ姫, t. 5, Tokyo, Tokuma Shoten,‎ 1er juin 2000 (1re éd. 1997), 169 p., couverture couleur, broché (ISBN 4-19-770076-8, OCLC 166448687, présentation en ligne)

#### Anime comicsfrançais
- Hayao Miyazaki (trad. Illan Nguyen), Princesse Mononoké, t. 1, Grenoble, Glénat, coll. « Ghibli », 21 janvier 2000, 144 p., 130 cm × 180 cm, couverture couleur, broché (ISBN 978-2-7234-3180-4 et 2723431800, OCLC 690774490, présentation en ligne)
- Hayao Miyazaki (trad. Illan Nguyen), Princesse Mononoké, t. 2, Grenoble, Glénat, coll. « Ghibli », 21 janvier 2000, 144 p., 130 cm × 180 cm, couverture couleur, broché (ISBN 978-2-7234-3181-1 et 2723431819, OCLC 690774435, présentation en ligne)
- Hayao Miyazaki (trad. Illan Nguyen), Princesse Mononoké, t. 3, Grenoble, Glénat, coll. « Ghibli », 24 avril 2000, 144 p., 130 cm × 180 cm, couverture couleur, broché (ISBN 978-2-7234-3217-7 et 2723432173, OCLC 690774347, présentation en ligne)
- Hayao Miyazaki (trad. Illan Nguyen), Princesse Mononoké, t. 4, Grenoble, Glénat, coll. « Ghibli », 24 avril 2000, 144 p., 130 cm × 180 cm, couverture couleur, broché (ISBN 978-2-7234-3218-4 et 2723432181, OCLC 690774234, présentation en ligne)

#### Artbookjaponais
- (ja) Hayao Miyazaki, The art of the Princess Mononoke, Tokyo, Tokuma Shoten, 1997, 223 p., 30 cm, couverture couleur (ISBN 4-19-810002-0, OCLC 50072159, DNB 961877898, présentation en ligne)

#### Artbookfrançais
- Hayao Miyazaki, Princesse Mononoké : Le Livre du film, Paris, Dreamland, coll. « Le Livre du film », 29 février 2000, 224 p., 30 cm, couverture couleur (ISBN 2-910027-45-7, ISSN 1281-7880, OCLC 468854157)